# Mario Mutsch
Mario Mutsch (St. Vith, 1984. szeptember 3. –) belga születésű luxemburgi válogatott labdarúgó.

## Pályafutása

### Klubcsapatokban
Karrierjét alacsonyabb osztályú belga klubokban kezdte. 2006 júliusában a német Alemannia Aachen második csapatához igazolt, itt egy szezont töltött el. 2007 és 2009 között a svájci Aarau játékosa volt. Ezután a francia Metz csapatához igazolt, amely a másodosztályban szerepelt. 2011-ben egy szezonra csatlakozott az FC Sion csapatához, itt 18 bajnokin két gólt szerzett. 2012 és 2017 között több mint 100 mérkőzésen lépett pályára a St. Gallen együttesében. A 2017–18-as szezont már a luxemburgi Progrès Niederkorn csapatánál kezdte meg.

### A válogatottban
2005. október 8-án az Oroszország elleni 2006-os labdarúgó-világbajnokság selejtező mérkőzésen debütált a felnőtt válogatottban, a 80. percben Paul Mannon cseréjeként. 2018. szeptember 8-án lépett 100. alkalommal pályára a nemzeti csapatban, a San Marino ellen 3–0-ra megnyert mérkőzésen.

## Statisztika

### Góljai a válogatottban
| #  | Dátum              | Helyszín                                       | Ellenfél     | Gól | Végeredmény | Verseny                                      |
| -- | ------------------ | ---------------------------------------------- | ------------ | --- | ----------- | -------------------------------------------- |
| 1. | 2008. november 19. | Stade Josy Barthel, Luxembourg, Luxemburg      | Belgium      | 1–1 | 1–1         | Barátságos mérkőzés                          |
| 2. | 2013. február 5.   | Stade Georges Pompidou, Valence, Franciaország | Örményország | 1–0 | 1–1         | Barátságos mérkőzés                          |
| 3. | 2015. március 31.  | Stade Josy Barthel, Luxembourg, Luxemburg      | Törökország  | 1–1 | 1–2         | Barátságos mérkőzés                          |
| 4. | 2015. október 12.  | Stade Josy Barthel, Luxembourg, Luxemburg      | Szlovákia    | 1–3 | 2–4         | 2016-os labdarúgó-Európa-bajnokság selejtező |